# Vietnamesischer Fußballpokal 2023
Der Vietnamesische Fußballpokal 2023 war die 31. Saison eines Ko-Fußballwettbewerbs in Vietnam. Der Pokal wurde von der Vietnam Football Federation organisiert. Er begann mit der ersten Runde am 31. März 2023 und endete mit dem Finale am 20. August 2023.

## Termine
| Runde         | Datum                                     |
| ------------- | ----------------------------------------- |
| 1. Runde      | 31. März 2023 1. April 2023 2. April 2023 |
| Achtelfinale  | 16. Juni 2023 6. Juli 2023 7. Juli 2023   |
| Viertelfinale | 10. Juli 2023 11. Juli 2023               |
| Halbfinale    | 16. August 2023                           |
| Finale        | 20. August 2023                           |

## 1. Runde
|                           | Ergebnis        |                          |
| ------------------------- | --------------- | ------------------------ |
| 31. März 2023             |                 |                          |
| Đồng Tâm Long An (2)      | 1:0             | Bình Phước FC (2)        |
| Phù Đổng Ninh Bình FC (2) | 1:0             | Hòa Bình FC (2)          |
| Hồ Chí Minh City FC (1)   | 1:1 (0:3 i. E.) | Bà Rịa – Vũng Tàu FC (2) |
| 1. April 2023             |                 |                          |
| Huế FC (2)                | 0:4             | Becamex Bình Dương (1)   |
| Sông Lam Nghệ An (1)      | 1:1 (3:4 i. E.) | Quảng Nam FC (2)         |
| Viettel FC (1)            | 6:0             | Bình Thuận FC (2)        |
| 2. April 2023             |                 |                          |
| Khánh Hòa FC (1)          | 1:3             | Công An Hà Nội FC (1)    |
| Nam Dinh FC (1)           | 1:1 (4:3 i. E.) | Hải Phòng FC (1)         |
| PVF-CAND FC (2)           | 2:2 (3:0 i. E.) | SHB Đà Nẵng (1)          |

## Achtelfinale
|                          | Ergebnis        |                          |
| ------------------------ | --------------- | ------------------------ |
| 16. Juni 2023            |                 |                          |
| Lâm Đồng FC (2)          | :               | Phù Đổng FC (2)          |
| 6. Juli 2023             |                 |                          |
| Hà Nội FC (1)            | 1:2             | Viettel FC (1)           |
| Bình Định FC (1)         | 1:1 (6:5 i. E.) | Quảng Nam FC (2)         |
| Hồng Lĩnh Hà Tĩnh FC (1) | 3:1             | Long An FC (2)           |
| FC Thanh Hóa (1)         | 4:0             | Bà Rịa – Vũng Tàu FC (2) |
| 7. Juli 2023             |                 |                          |
| Hoàng Anh Gia Lai (1)    | 1:0             | Becamex Bình Dương (1)   |
| Phú Thọ FC (2)           | 0:2             | PVF-CAND FC (2)          |
| Công An Hà Nội FC (1)    | 1:1 (2:3 i. E.) | Nam Dinh FC (1)          |

## Viertelfinale
|                       | Ergebnis        |                          |
| --------------------- | --------------- | ------------------------ |
| 10. Juli 2023         |                 |                          |
| FC Thanh Hóa (1)      | 1:0             | Phú Thọ FC (2)           |
| Bình Định FC (1)      | 2:1             | Hồng Lĩnh Hà Tĩnh FC (0) |
| 11. Juli 2023         |                 |                          |
| Hoàng Anh Gia Lai (1) | 1:1 (4:5 i. E.) | PVF-CAND FC (2)          |
| Viettel FC (1)        | 2:0             | Nam Dinh FC (1)          |

## Halbfinale
|                  | Ergebnis |                  |
| ---------------- | -------- | ---------------- |
| 16. August 2023  |          |                  |
| Viettel FC (1)   | 1:0      | Bình Định FC (1) |
| FC Thanh Hóa (1) | 4:1      | PVF-CAND FC (2)  |

## Finale
|                  | Ergebnis        |                |
| ---------------- | --------------- | -------------- |
| 20. August 2023  |                 |                |
| FC Thanh Hóa (1) | 0:0 (5:3 i. E.) | Viettel FC (1) |

### Spielstatistik
| Paarung  | FC Thanh Hóa – Viettel FC |
| Ergebnis | 0:0 (5:3 i. E.) |
| Datum    | 20. August 2023 um 18:00 Uhr |
| Stadion  | Thanh-Hóa-Stadion, Thanh Hóa |
| Tore     | Elfmeterschießen: 1:0 Paulo Conrado 1:1 Nguyễn Hoàng Đức 2:1 Lê Thanh Bình Bùi Tiến Dũng 3:1 Gustavo 3:2 Nguyễn Đức Chiến 4:2 Đàm Tiến Dũng 5:2 Bruno Cantanhede 5:3 Mohamed Essam |